# Guy Viala
Pour les articles homonymes, voir Viala.
Guy Viala (Gui Vialà), né le 27 avril 1920 à Soual (Tarn) et mort le 14 novembre 2018 à Castres, est un écrivain et historien français d'expression occitane. Il est récipiendaire des insignes de chevalier de l'ordre des Palmes Académiques.

## Biographie
Fils de commerçants tenant une mercerie « Le Magasin vert » à Soual, Guy Viala fut instituteur et directeur de l'école de Saïx (de 1945 à 1955) et professeur d'histoire au collège Jean-Monnet à Castres ; il pratiquera la méthode de pédagogie Freinet.

## Distinctions
- Chevalier de l'ordre des Palmes académiques

## Publications
En occitan
- Te'n vòli contar una : fòra comerci, 1980.
- Arcanèl, poèmas : fòra comerci, 1980.
- Par o impar : I.E.O. Crimis, 1984.
- Lo Gorg del bauç : I.E.O. 1991.
- Una pagina d'amor : I.E.O., 1991.
- Lo Sagèl del secret : I.E.O. Crimis, 1995.
- Lo Quasèrn de Francés Calquièr, I.E.O.-Tarn, 1998.
- Lo Cambiament - La Vida A Castras Al Temps De La Revolucion, 1788-1792, I.E.O.-Tarn,

En français
- Histoire et Histoires de Saïx : Soc. culturelle de Castres, 1984.
- Histoire de Soual : Soc. culturelle de Castres, 1985.
- Soual et L'Estap ; leur histoire en collaboration avec André Barrau : Soc. culturelle de Castres, 1986.
- Il était une fois le petit train : Soc. cultur. de Castres, 1987.
- Promenades à Castres : Soc. cultur. de Castres, 1990.
- Pour une histoire de la poste à Castres : Soc. cultur. de Castres, 1990.
- La Buse. Olivier Levasseur, dit La Buse : Édition du Paille en Queue Noir, 1997.
- Le Cahier de Joseph. : Édition du Paille en Queue Noir,.
- Essai sur la toponymie des rues de Castres : Soc. culturelle de Castres, 2004.